# Zwierzyniec (dopływ Bzury)
Zwierzyniec (Zwierzynka) – rzeka Równiny Łowicko-Błońskiej, prawy dopływ Bzury o długości 36,89 km. Jej źródła znajdują się we wsi Drzewce, dalej biegnie przez wsie Kawęczyn, Godzianów, Dąbrowice, Stachlew, Polesie, Parma, Placencja, Zielkowice, po czym wpada do Bzury na przedmieściach Łowicza.